# Хойрил из Ясоса
Хойрил из Ясоса (др.-греч. Χοιρίλος) — древнегреческий поэт-эпик, живший в IV веке до н. э. Происходил из города Ясос в Карии. В качестве придворного поэта сопровождал Александра Македонского в его походах. Согласно Горацию, Хойрил получал по куску золота за каждый хорошее стихотворение, посвящённое великим деяниям Александра. Последний, однако, якобы невысоко оценивал Хойрила, утверждая, что скорее согласился бы стать Терситом из Гомера, чем Ахиллом из Хойрила.
Квинт Курций Руф также был весьма невысокого мнения о литературных дарованиях Хойрила. Античный историк при описании действий другого придворного поэта Агиса писал, что он был худшим после Хойрила сочинителем стихов.
Хойрилу приписывается эпитафия Сарданапалу, якобы переведенная с «халдейского». Эпитафию цитирует Афиней.